# Maurisme

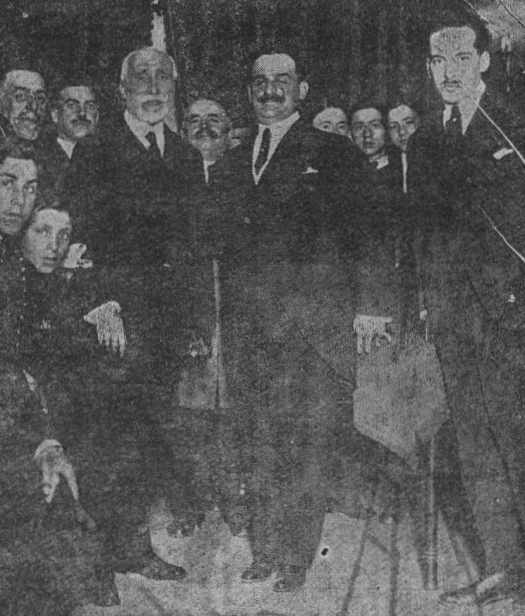
, Antonio Maura et Antonio Goicoechea lors d'un rassemblement mauriste (Goñi, avril 1917).

Le maurisme (en espagnol maurismo) est un mouvement politique conservateur qui se développa en Espagne à partir de 1913 autour de la figure d'Antonio Maura à la suite d'une scission du Parti conservateur, dans un contexte de crise des deux partis dits « dynastiques » de la Restauration. Le courant se fragmenta en deux au cours des années 1920 et fut qualifié de précurseur de la droite radicale espagnole,. L'historien José Luis Rodríguez Jiménez spécialiste de la question souligne qu'il est « significatif qu'une partie des principales figures de l'extrême droite espagnole des années trente sorte des rangs mauristes ».

## Histoire

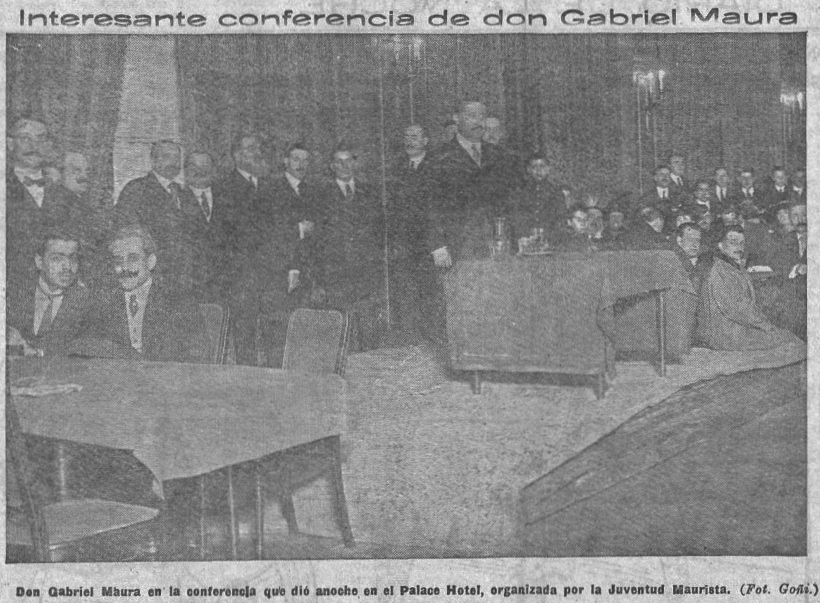
Conférence de Gabriel Maura organisée par la Juventud Maurista (« Jeunesse mauriste ») au Westin Palace en mars 1917 (Goñi).

En 1913, le refus de Maura de respecter les termes du  turno pacífico instauré en 1885 par le dénommé Pacte du Pardo entraîna une scission au sein du Parti conservateur entre ses partisans et ceux d'Eduardo Dato (dits idóneos, littéralement « idoines »), les premiers prenant peu à peu la forme d'un mouvement distinct, le « maurisme »,,,,. Un discours prononcé en octobre de la même année par Ángel Ossorio y Gallardo (es) marqua l'apparition d'un dénommé « maurisme de rue » (maurismo callejero),, mouvement fondé sur l'action, ayant recours à l'agitation populaire et qui en arriva à exercer de la violence physique. Lors d'un meeting célébré à Vallecas, José Calvo Sotelo déclara « Nous sommes le maurisme de rue car nous croyons que la Monarchie a besoin d'être populaire pour se consolider ». À ce secteur s'opposait un « maurisme parlementaire », qui semblait lui disposé à conclure des accords avec le Parti conservateur dirigé par Dato.
La posture adoptée par Maura consistait à « laisser faire sans assumer la responsabilité des attitudes des mauristes. Bien qu'il encourageât ses disciples dans le champ politique, il ne voulut pas jouer de rôle important dans leur organisation ». Ainsi, « la relation de Maura avec ses disciples s'avère assez curieuse », souligne José Luis Rodríguez Jiménez. « La plus particulière parmi toutes celles ayant existé entre un dirigeant politique et ses partisans » dans la vie politique espagnole, note Javier Tusell. Face au mutisme initial de Maura, les membres du « maurisme de rue » déclarèrent en avril 1914 : « Don Antonio [Maura] n'est pas indispensable » et « si don Antonio ne dirige pas et abandonne le maurisme, celui-ci continuera contre don Antonio, alors aussi vénal que les autres hommes politiques espagnols ». Maura prit la parole pour la première fois en défense du maurisme le 5 juin 1914 et le lendemain, il abandonna les Cortès accompagné de 22 autres députés au moment du vote du budget présenté par le gouvernement conservateur présidé par Dato. La rupture avec les idóneos était complète.
L'origine du maurisme comme mouvement organisé réside dans la Juventud Maurista (« Jeunesse mauriste »), issu d'une scission de la Juventud Conservadora (« Jeunesse Conservatrice »), et dont les principaux promoteurs furent Gabriel Maura Gamazo (es) (fils d'Antonio) et Ángel Ossorio y Gallardo (es). Les mauristes n'en vinrent pas à fonder un nouveau parti, mais ils créèrent en revanche leur propre organisation dirigée par la Junta Nacional de Acción Maurista (« Junte nationale d'action mauriste »), qui compta plusieurs comités locaux. Elle éditait ses propres bulletins d'information, mais son principal organe de diffusion fut le journal La Acción (es), ainsi que l'hebdomadaire Vida Ciudadana (es) et le journal satirique El Mentidero. Ossorio y Gallardo résuma le programme du mouvement en trois points : catholicisme, « moelle sociale de l'Espagne » ; renforcement de la monarchie et de l'Armée ; « protection des ouvriers ». Les mauristes « étaient généralement, outre des "catholiques militants", des nationalistes espagnols, modérément réformistes au sujet de la "question sociale", notamment le secteur dirigé par Ossorio y Gallardo, monarchistes autoritaires et antilibéraux ». Aux Cortès formées après les élections générales espagnoles de 1914, seulement un peu plus de 10 % des sénateurs et des députés conservateurs (soit un total de 47) ont manifestèrent une adhésion inconditionnelle à Antonio Maura.
Le mouvement fut influencé par les idées du Français Charles Maurras — avec qui Antonio Maura maintenait une correspondance épistolaire — et l'Action Française,, dont ils adoptèrent, en particulier le secteur le plus autoritaire dirigé par Antonio Goicoechea, la conception de la société comme un organisme régi par la notion de hiérarchie et gouverné par « les plus aptes ». C'est ce que Goicoechea, président de la Juventud Maurista de Madrid, qualifia de « démocratie conservatrice » ou « démocratie organique », un euphémisme repris par le franquisme pour désigner un régime autoritaire et corporatiste, nationaliste sur le plan politique et favorable à la planification et à la nationalisation de l'économie ». Cependant, Maura n'apporta jamais son soutien à la tendance la plus extrémiste du mouvement.
Outre Gabriel Maura et Ossorio y Gallardo, d'autres politiciens mauristes notables étaient José Calvo Sotelo, José Félix de Lequerica, Fernando Suárez de Tangil (es) ou César Silió (es). Miguel Ángel Perfecto identifie trois courants internes au mouvement : le catholicisme social d'Ossorio, le libéral-conservatisme de Gabriel Maura et les néoconservateurs de Goicoechea. D'autre part, les partisans de Juan de la Cierva y Peñafiel au sein du Parti libéral-conservateur, dans la mesure où ils s'éloignèrent de l'orthodoxie d'Eduardo Dato finirent par adopter des positions autoritaires proches du maurisme, sans toutefois en intégrer l'organisation,. De plus, il y eut un rapprochement d'une faction du maurisme, la moins enthousiaste vis-à-vis d'Alphonse XIII, avec le traditionalisme, bien qu'aucun accord ne fût finalement conclu, car Antonio Maura était conscient que cela aurait entraîné la rupture définitive du Parti conservateur, bien qu'il y eût des soutiens mutuels entre mauristes et jaimistes lors de certaines élections.

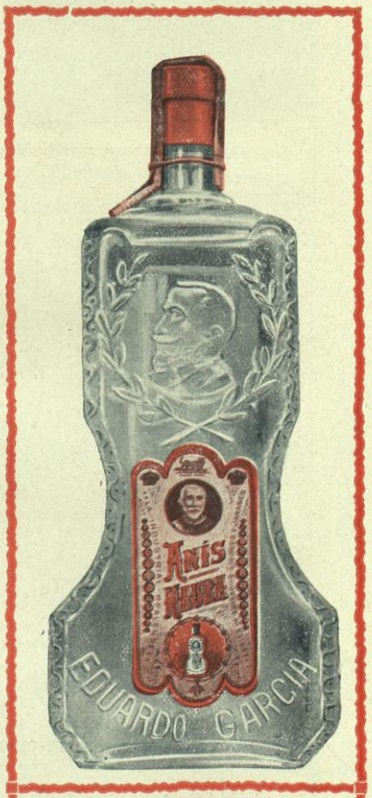
Bouteille d'Anís Maura.

Les classes sociales prédominantes au sein des mauristes, dont la première Assemblée nationale se tint à Madrid en janvier 1914 étaient des jeunes issus de l'aristocratie et des classes moyennes aisées,. Le mouvement se structura, se dota d'organes de presse, créa ses propres cercles d'échange et même des associations ouvrières et présenta des candidats aux élections municipales et générales,. Les mauristes se distinguèrent par la profusion de leur action de propagande, ils adoptèrent le slogan «¡Maura Sí!» (« Maura, oui ! »),, et créèrent même une marque de liqueur d'anis «Anís Maura». Selon José Luis Rodríguez Jiménez, ceci constituerait l'une des différences clés entre le maurisme et le conservatisme. Ainsi, « le maurisme agit, surtout entre 1913 et 1917, comme un élément mobilisateur de l'opinion et introduisit dans la vie politique espagnole de nouvelles formes d'action, telles que de vastes déploiements propagandistes, des meetings et la création de centres à vocation éducative et didactique». Cet historien souligne également que le maurisme « avait contribué à renouveler le lexique de la droite espagnole, en l'enrichissant de références à l'exploitation des travailleurs, et d'expressions et de termes tels que "geste de rébellion", "devoir", "sacrifice" et "révolution", attribuant à ce dernier un sens positif; de même, le maurisme introduisit dans le discours politique espagnol l'idée de ne pas être ni de droite ni de gauche, qui serait omniprésente dans les années à venir dans la Phalange espagnole », en plus de constituer un trait de la dérive du libéralisme conservateur vers le libéralisme autoritaire,. Lors d'un meeting tenu à La Corogne le 5 décembre 1917, José Calvo Sotelo proclama, :

« Nous sommes de droite en ce qui concerne les idéaux, car l'idéal du maurisme —et primordial entre tous— est la conservation de ces institutions qui sont consubstantielles à notre race et notre histoire [...] Dans l'ordre des procédés, de l'action, nous sommes révolutionnaires, nous sommes de gauche, car nous avons apporté au camp politique de la Monarchie un torrent dévastateur d'énergies juvéniles, autrefois dispersées ou moisies [...] Si la droite signifie privilège, et la gauche égalité devant la loi, nous sommes de gauche. Si la droite signifie respect de l'autorité et la gauche indiscipline, nous sommes de droite. Si la droite signifie abstention politique, atrophie citoyenne, inaction, paralysie, éloignement des luttes politiques et la gauche, au contraire, émeute, tumulte, mutinerie, barricade, nous ne sommes ni de droite ni de gauche. »

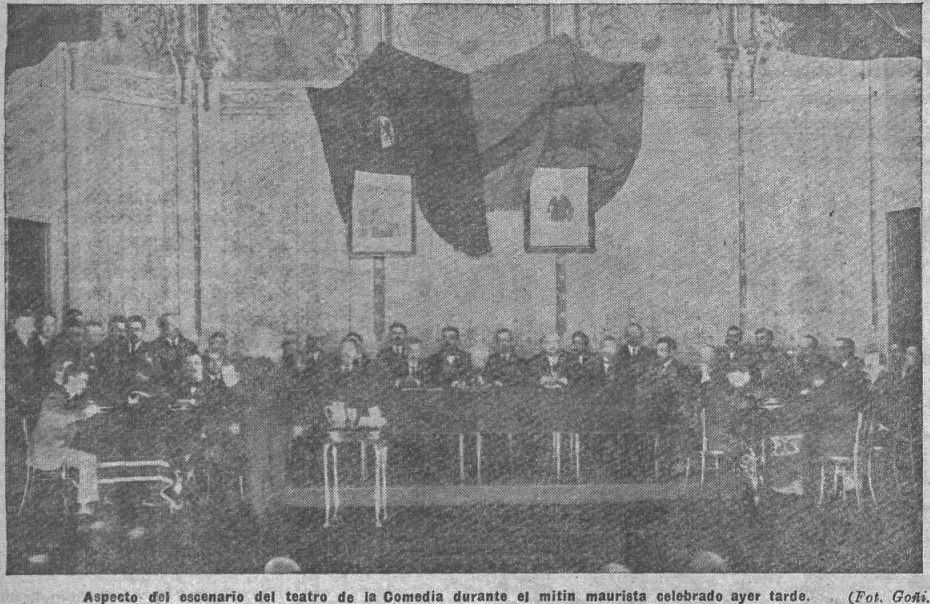
Meeting mauriste au Théâtre de la Comedia de Madrid en 1917, photographie de Francisco Goñi.

Se présentant comme antithétique au canovisme, le maurisme aurait prétendu diriger une modernisation conservatrice, débouchant finalement sur la définition d'un projet idéologique interventionniste, nationaliste et corporatiste. Il fut caractérisé comme un mouvement régénérationniste. Un autre trait du maurisme était le catholicisme confessionnel, surtout à ses débuts..
Son action sociale était généralement de nature paternaliste, avec une fonction de tutelle accordée aux classes supérieures sur les classes inférieures. C'est probablement dans ce domaine que le maurisme fit sa contribution la plus novatrice au conservatisme espagnol, avec la création de centres ouvriers mauristes et à Madrid une mutualité ouvrière dirigée par José Calvo Sotelo ainsi qu'un service d'emploi. Pendant la Première Guerre mondiale, les mauristes se prononcèrent majoritairement en faveur de positions germanophiles, malgré la neutralité de Maura et la germanophobie d'Ossorio.,. Lorsque Francesc Cambó convoqua l'Assemblée des parlementaires (es), en pleine crise de 1917, Maura conseilla à ses partisans de ne pas y participer, au désarroi du leader catalaniste, avec qui il avait de multiples points en commun.

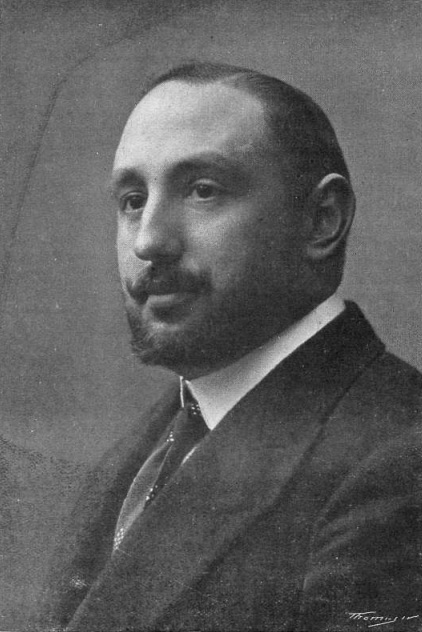
Ángel Ossorio y Gallardo

Aux élections municipales de 1917 à Madrid (es), le maurisme remporta huit des trente conseillers — devenant ainsi la minorité la plus votée —, résultat qui s'éleva à 10 en 1922. Les conseillers mauristes et ceux de la coalition républicano-socialiste rassemblés étaient plus nombreux que les conseillers des partis traditionnels.
En mars 1918, Antonio Maura présida un gouvernement d'« unité nationale » composé des dirigeants des différentes factions des deux partis du turnisme, ainsi que de Cambó. Son échec eut de profondes répercussions sur le maurisme, son secteur le plus autoritaire commençant à défendre la formation d'un gouvernement à la marge du Parlement. Il trouva un soutien dans le journal La Acción (es), qui appela quelqu'un à oser « répéter l'héroïsme de Pavía », tout en qualifiant les Cortès d'« asile de politicaillerie, refuge de caciques et de magouilleurs, tribune de charlatans ».
L'année suivante, Maura forma de nouveau un gouvernement, incluant cette fois trois ministres mauristes — Goicoechea (Intérieur), Silió (Instruction publique) et Ossorio (Développement) —,, aboutissant néanmoins de nouveau sur un échec,. Dès lors, le mouvement tendit à se fragmenter. À partir de 1919, les jeunesses mauristes madrilènes alimentèrent les rangs de la Unión Ciudadana (es). Les mauristes obtinrent leur plus grand nombre de représentants aux Cortès lors des élections de mai 1919. Elles furent convoquées par le gouvernement dirigé par Antonio Maura, dont le ministre de l'Intérieur, Antonio Goicoechea, s'occupa de constituer une majorité gouvernementale selon les usages électoraux frauduleux de la Restauration, en dépit du fait que les mauristes avaient toujours défendu la sincérité électorale et dénoncé le caciquisme ; ils n'obtinrent toutefois que 64 députés, auxquels il faudrait ajouter 40 ciervistas ; les idóneos de Dato obtenant pour leur part 93 sièges. Après son départ du gouvernement, le maurisme entama un déclin électoral progressif : Aux élections générales de 1920, la fraction politique n'obtint que 22 députés, puis seulement 11 lors de celles de 1923.
Après l'échec du gouvernement de 1919, Maura adopta des positions de plus en plus autoritaires, prônant le recours à une « parenthèse » dictatoriale temporaire. Maura réalisa la difficulté de mettre en œuvre ses idées uniquement à travers le mouvement mauriste et se fixa dès lors comme objectif l'obtention d'une concentration de la droite en marge des partis, « un regroupement d'attitudes et de prestiges », avec le conservateur catalaniste Francesc Cambó, les traditionalistes Víctor Pradera et Vázquez de Mella, et les mauristes. Cependant, en 1921, après le « désastre » d'Anoual, le roi Alphonse XIII fit encore appel à Antonio Maura pour présider un nouveau gouvernement d'« unité nationale », qui échoua cette fois encore. « Dès lors Maura se marginalisa politiquement lui-même, à présent d'une façon quasi-définitive, situation qui se trouva accompagnée de la scission des rangs mauristes », sans que Maura prît parti pour l'une ou l'autre des deux factions qui se formèrent alors.
Deux factions antagonistes surgirent comme scissions de la branche « orthodoxe » du maurisme, : d'une part, celle menée par Ángel Ossorio y Gallardo (es), qui misa sur catholicisme social — absent de l'œuvre de Maura — et la démocratie chrétienne, et qui fonda en 1922 le Parti social populaire (es) et, d'autre part, celle d'Antonio Goicoechea, de tendance antilibérale et autoritaire,,,,, qui prônait une « démocratie organique (es) », concept ultérieurement repris par la dictadure franquiste. Vers 1922, les mauristes rassemblés autour du journaliste Manuel Delgado Barreto (es) et du journal La Acción (es) se trouvaient déjà dans l'orbite du fascisme italien. Dans un article, Delgado Barreto annonçait l'arrivée du « fascisme à l'espagnole » et soulignait que « l'immoralité [politique] n'a été évitée dans aucun pays si ce n'est par le biais d'une dictature saine, décente, justicière, préparant la voie vers de nouveaux systèmes politiques ». Dans le journal, les mauristes étaient encouragés à avancer « sur le sentier du fascisme ». Goicoechea lui-même insistait pour que « les hommes de droite et de gauche prient afin qu'émerge en Espagne un Mussolini »,. Le mauriste Joaquín Santos Ecay (es) fonda en décembre 1922 La Camisa Negra (es), premier journal fasciste espagnol — dont un seul numéro fut publié —, dans lequel était exigé « un bras de fer qui lève bien haut l'étendard national et qui impose et fasse respecter à tous un programme d'économie, de travail et de discipline ». À son lancement, il bénéficia du soutien de la Confédération patronale espagnole, dont l'organe de presse El Eco Patronal réclamait un « Mussolini espagnol ».
En fondant le nouveau Parti social populaire (es), qui prenait pour modèle le catholique Parti populaire italien (1919-1926), Goichoechea devint le seul leader du maurisme restant — il fut confirmé comme tel lors de la dernière assemblée du mouvement, tenue en décembre 1922, bien que Gabriel Maura en conservât la présidence honorifique —.
Des représentants du maurisme comme José Calvo Sotelo et Goicoechea lui-même finirent par soutenir, après le coup d'État de septembre 1923, la dictature de Primo de Rivera — dont l'avènement fut acclamé par la grande majorité des mauristes — et participèrent finalement à Renovación Española durant la Seconde République.